# Takae Ohnishi
Takae Ohnishi es una clavecinista japonesa que se ha presentado extensivamente en Estados Unidos y en Japón como solista, músico de cámara y de bajo continuo. Ella ha aparecido en numerosas orquestas y en varias avenidas importantes en Estados Unidos y en Japón, siendo una artista destacada en las series de Atlantic Symphony Orchestra, Ishihara Hall 10th Anniversary Concert y el Festival Internacional Cervantino en México. También es una maestra de música y desde el 2007 ha estado en conjunto con la Universidad de California, San Diego.  

## Vida y educación
Ohnishi es graduada de Toho Gakuen School of Music. Siguió con su maestría en música en el Conservatorio de Música de Nueva Inglaterra y su doctorado en Artes musicales en la Universidad de Stony Brook, siendo estudiante de maestros como Arthur Haas, Peter Skyes, John Gibbons y Chiyoko Arita.
Actualmente ella vive en San Diego y está casada con un compositor de música clásica Lei Liango. La pareja tiene un hijo.

## Carrera
Ohnishi ha sido la clavecinista principal en Atlantic Symphony Orchestra y en el 2004 fue solista en Ishihara Hall en el 10º Concierto de Aniversario. Su recital en 2006 en Japón fue emitido a nivel nacional en NHK TV programa clásico Ku-ra-bu. Recientemente ha destacado en Art of Music Concert Series en San Diego Museum of Art, y ha representado a Japón como solista en el Festival Internacional Cervantino en México.
Otras presentaciones como solista incluye el Conjunto Filarmónico de Berlín Scharoun, Gardner Chamber Orchestra (dirigido por Paula Robinson), Capilla MIT, Capilla Swedenborg, Festival de Música Temprana en Boston, Instituto de Verano para la Interpretación de Piano Contemporáneo y en el Conservatorio de Música de Nueva Inglaterra.
Ha sido una artista de bajo continuo con Pro Arte Chamber Orchestra, Atlantic Symphony Orchestra, Gardner Chamber Orchestra y en la Universidad de Boston. También se ha presentado en el Grupo de Harvard para Nueva Música y el Consorte Callithumpian.
Ohnishi es maestra y conferencista, que ha trabajado en Yantai, China, Toho Gakuen School of Music in Tokyo, así como en el Festival de Música Temprana en Fukoka, Japón. Fue participante en una conferencia llamada Historical Performance Practice, grabada y publicada por la Compañía Muramatsu Gakki en Tokyo. Desde 2007, la artista ha enseñado el clavicordio y Música de Cámara Barroca en la Universidad de California, San Diego, y también ha enseñado en la Universidad de San Diego.

## Reconocimiento
Ohnishi ganó su primer gran premio en la Competencia Internacional de música Temprana con el clavecín en Japón, y su CD A Harpsichord Recital fue escogido como un International Special Prized por la revista Japonesa de música Record Gei-jyu-tsu, en 2002. Ohnishi también fue escogida para atender como artista a la Academia Americana de 2011 a 2012 en Roma.

## Repertorio y habilidad artística
Ohnishi es una especialista en cámara de música Barroca, pero también toca música contemporánea, incluyendo música asiática. Su música puede utilizar el interior del clavicordio tanto como el teclado, rozando las cuerdas con sus palmas o punteándolas directamente con sus uñas.
Refiriendo al crítico de Goldberg Variation, Ohnishi se presenta con un clavecín construido por Marc Documet, basado en un clavicordio Ruckers que pasó por un gran ravalement (un instrumento reconstruido en el Siglo 17 para adaptarse a los gustos y repertorios del Siglo XVIII). Este fino instrumento pudo haber sido la inspiración para algunos de los sonidos muy estilo francés de Ohnishi. Ella debutó la 13º variación como una sensual danza francesa con les ports de vox (un ornamento estilo apoyatura). Su 7º variación fue presentada como una verdadera canarie-gigue, una danza francesa con un ritmo ágil. El rendimiento de Ohnishi es admirablemente balanceado. Se comunica una gran parte de los afectos de Bach's magnificent y justamente populares Variaciones de Goldberg.

## Discografía
Sus presentaciones han aparecido en discos publicados por Mode y New World Records incluyendo suprime debut en A Harpsichord Recital (2004).  Ohnishi sacó su primer álbum en 2012 en Bridge Records llamado Bach:Goldberg Variations.